# ویرالی‌مالائی
ویرالی‌مالائی (به انگلیسی: Viralimalai) یک تحصیل در هند است که در ناحیه پودوکوتی واقع شده‌است. ویرالی‌مالائی ۳۸٬۸۶۶ نفر جمعیت دارد.